# Ciconia (Orvieto)
Ciconia is een plaats (frazione) in de Italiaanse gemeente Orvieto.